# Kansas (album de Kansas)
Pour les articles homonymes, voir Kansas (homonymie).
Albums de Kansas
Song for America
(1975)
Kansas est le premier album du groupe américain de rock progressif éponyme. Il sort en mars 1974 sous le label Kirshner et produit par  Wally Gold. Deux singles sont tirés de l'album, Can I tell You et Bring it Back.

## Titres
1. Can I tell You (Williams, Ehart, Hope, Walsh) - 3:32
2. Bring it Back (J.J.Cale) - 3:33
3. Lonely Wind (Walsh) - 4:16
4. Belexes (Livgren) - 4:23
5. Journey from Mariabronn (Livgren, Walsh) - 7:55
6. The Pilgrimage (Livgren, Walsh) - 3:42
7. Aperçu (Livgren, Walsh) - 9:54
8. Death of Mother Nature Suite - 7:43

## Musiciens
- Kerry Livgren - guitares, claviers, chœurs
- Rich Williams - guitares
- Steve Walsh - claviers, chant, congas
- Robby Steinhardt - violon, chant
- Dave Hope - basse, chœurs
- Phil Ehart - batterie, percussions